# Ветика (Латина)
Ветика је насеље у Италији у округу Латина, региону Лацио.
Према процени из 2011. у насељу је живело 33 становника. Насеље се налази на надморској висини од 296 м.